# Neohelota laevigata
Neohelota laevigata is een keversoort uit de familie Helotidae. De wetenschappelijke naam van de soort is voor het eerst geldig gepubliceerd in 1883 door Oberthuer.